# Roth (Gelnhausen)
Roth ist neben Hailer, Haitz, Höchst und Meerholz einer der Stadtteile der Kreisstadt Gelnhausen im osthessischen Main-Kinzig-Kreis.

## Geographie

### Geografische Lage
Roth liegt in Südhessen. Der zwei Kilometer westlich der Kernstadt Gelnhausen gelegene Ort liegt an der Bahnstrecke Gießen–Gelnhausen (Lahn-Kinzig-Bahn) mit dem Haltepunkt Lieblos, dessen ehemalige Nebenanlagen größtenteils in der Gemarkung Roth liegen, das Empfangsgebäude hingegen liegt in der Gemarkung Lieblos (ein Ortsteil der Gemeinde Gründau). Beide Orte sind miteinander verwachsen. Durch den Ort verläuft die Landesstraße 3333. Im Süden führt die Bundesautobahn 66 vorbei.

### Nachbarorte
Nachbarorte sind – von Norden aus im Uhrzeiger Gettenbach und Breitenborn, zwei Ortsteile der Gemeinde Gründau: Es folgt die Kernstadt Gelnhausen, Altenhaßlau, ein Ortsteile von Linsengericht; der Ortsteil Meerholz, sowie das zu Gründau gehörige Lieblos.
| Mittelgründau | Gettenbach, Breitenborn                     | Wirtheim    |
| Lieblos       | Kompassrose, die auf Nachbargemeinden zeigt | Gelnhausen  |
| Meerholz,     |                                             | Altenhaßlau |

## Geschichte

### Mittelalter
Die älteste bekannte schriftliche Erwähnung von Roth erfolgte im Jahr 1173 in einer Urkunde des Klosters Selbold unter dem Namen Rode, als es um Abgrenzungen der Besitzungen zwischen dem Kloster Selbold und dem Kloster Meerholz ging.
Weitere Erwähnungen folgten unter den Ortsnamen (in Klammern das Jahr der Erwähnung): Rode (1215), Rode (1248) und Rade (1336).
Im Mittelalter war in Roth, ähnlich wie in Gelnhausen, der Weinbau eine Haupteinnahmequelle der Einwohner.

### Neuzeit
Bis ins 19. Jahrhundert hatte der Ort Waldrechte (Holz- und Huterechte) im Büdinger Wald.
Von 1821 bis 1866 gehörte das Dorf zum kurhessischen, von 1866 bis 1945 zum preußischen Kreis Gelnhausen und von 1945 bis 1970 zum hessischen Landkreis Gelnhausen.
Ab 1920 gab es in dem Ort elektrisches Licht; die Versorgung mit elektrischer Energie erfolgte von der Kinzigmühle in Lieblos aus (Wasserkraft).

### Gebietsreform
Am 1. Juli 1970 wurde die bis dahin selbständige Gemeinde Roth im Zuge der Gebietsreform in Hessen auf freiwilliger Basis als Stadtteil in die Stadt Gelnhausen eingegliedert.
Für Roth wurde, wie für alle Stadtteile und die Kernstadt von Gelnhausen, ein Ortsbezirk mit Ortsbeirat und Ortsvorsteher nach der Hessischen Gemeindeordnung eingerichtet.

### Bevölkerung
Einwohnerentwicklung
| Roth: Einwohnerzahlen von 1834 bis 2019 | Roth: Einwohnerzahlen von 1834 bis 2019 | Roth: Einwohnerzahlen von 1834 bis 2019 | Roth: Einwohnerzahlen von 1834 bis 2019 | Roth: Einwohnerzahlen von 1834 bis 2019 |
| --- | --------------------------------------- | --------------------------------------- | --------------------------------------- | --------------------------------------- |
| Jahr |                                         |                                         |                                         | Einwohner                               |
| 1834 | 1834                                    |                                         | 543                                     | 543                                     |
| 1840 | 1840                                    |                                         | 587                                     | 587                                     |
| 1846 | 1846                                    |                                         | 602                                     | 602                                     |
| 1852 | 1852                                    |                                         | 583                                     | 583                                     |
| 1858 | 1858                                    |                                         | 545                                     | 545                                     |
| 1864 | 1864                                    |                                         | 604                                     | 604                                     |
| 1871 | 1871                                    |                                         | 605                                     | 605                                     |
| 1875 | 1875                                    |                                         | 597                                     | 597                                     |
| 1885 | 1885                                    |                                         | 615                                     | 615                                     |
| 1895 | 1895                                    |                                         | 664                                     | 664                                     |
| 1905 | 1905                                    |                                         | 760                                     | 760                                     |
| 1910 | 1910                                    |                                         | 805                                     | 805                                     |
| 1925 | 1925                                    |                                         | 946                                     | 946                                     |
| 1939 | 1939                                    |                                         | 1.120                                   | 1.120                                   |
| 1946 | 1946                                    |                                         | 1.434                                   | 1.434                                   |
| 1950 | 1950                                    |                                         | 1.609                                   | 1.609                                   |
| 1956 | 1956                                    |                                         | 1.738                                   | 1.738                                   |
| 1961 | 1961                                    |                                         | 1.683                                   | 1.683                                   |
| 1967 | 1967                                    |                                         | 1.855                                   | 1.855                                   |
| 1970 | 1970                                    |                                         | 1.863                                   | 1.863                                   |
| 1980 | 1980                                    |                                         | ?                                       | ?                                       |
| 1990 | 1990                                    |                                         | ?                                       | ?                                       |
| 2000 | 2000                                    |                                         | ?                                       | ?                                       |
| 2007 | 2007                                    |                                         | 2.427                                   | 2.427                                   |
| 2011 | 2011                                    |                                         | 2.280                                   | 2.280                                   |
| 2014 | 2014                                    |                                         | 2.389                                   | 2.389                                   |
| 2019 | 2019                                    |                                         | 2.394                                   | 2.394                                   |
| Datenquelle: Historisches Gemeindeverzeichnis für Hessen: Die Bevölkerung der Gemeinden 1834 bis 1967. Wiesbaden: Hessisches Statistisches Landesamt, 1968. Weitere Quellen: ; Gemeinde Gelnhausen:; Zensus 2011 |                                         |                                         |                                         |                                         |

Religionszugehörigkeit
 Quelle: Historisches Ortslexikon
| • 1885: | 592 evangelische (= 96,26 %), vier katholische (= 0,65 %), 13 jüdische (= 2,11 %) Einwohner |
| • 1961: | 1338 evangelische (= 79,50 %), 312 katholische (= 18,56 %) Einwohner                        |

## Politik

### Ortsbezirk
Für Roth ist ebenso wie für alle anderen Stadtteile Gelnhausens ein Ortsbezirk mit Ortsbeirat und Ortsvorsteher nach der Hessischen Gemeindeordnung eingerichtet worden. Der Ortsbeirat besteht aus sieben Mitgliedern. (2 SPD, 2 BG, 1 CDU, 1 FDP, 1 Grüne); Ortsvorsteher ist: Ottmar Schüll (SPD).

## Infrastruktur und Wirtschaft

### Verkehrsanbindung

#### Bahn
Der westlich der Kernstadt Gelnhausen gelegene Ort hat, mit dem behindertengerecht ausgebauten Bahnhof Gelnhausen an die Kinzigtalbahn Anschluss in die Richtungen Frankfurt am Main nach Westen, wie Fulda nach Osten. Der Regionalexpress Fulda–Frankfurt (RE 50) verkehrt im Stundentakt, hinzu kommt die Regionalbahn Wächtersbach–Frankfurt (RB 51).

#### Straße
Südlich von Roth verläuft die Bundesautobahn 66, mit dem Anschluss AS 43 Gelnhausen-West. Die durch den Ort verlaufende Landesstraße L 3333 (Leipziger Straße) verbindet mit Lieblos im Westen und Gelnhausen im Osten.

#### Luftverkehr
Nahe bei Roth, im Westen der Kernstadt Gelnhausen liegt der Flugplatz Gelnhausen. Er ist für Kleinflugzeuge bis 3,5 Tonnen geeignet. Dort starten und landen sowohl Motorflugzeuge, Hubschrauber und Ultraleichtflugzeuge als auch Segelflugzeuge.

### Nahverkehr
Ganzjährig verkehren in Roth Busse der KVG. Sie schaffen mit der Linie MKK 62 öffentlichen Verkehrsanschluss zu allen Ortsteilen der Stadt Gelnhausen und zu den Nachbarkommunen. Es gilt der Tarif des Rhein-Main-Verkehrsverbundes.

## Kultur

### Bildung

#### Kita
In Roth gibt es 2 Kitas:
- die Kita Röther Gickel verfügt über 4 Gruppen und betreut 87 Kinder

und
- den Waldkindergarten gibt es seit 2017.

#### Schulen

##### Grundschule
Die Herzbergschule ist die Grundschule des Stadtteils.

##### Andere und weiterführende Schulen
Roth ist, wie alle anderen Stadtteile auch, mit Buslinien an das Schulzentrum in der Kernstadt Gelnhausen angebunden. Dort stehen auch andere Schultypen und weiterführende Schulen aller Art zur Verfügung:
- Freie Montessori Schule,
- Freiraumschule, eine Grundschule und integrierte Gesamtschule in freier Trägerschaft,
- Berufliche Schulen Gelnhausen, mit den Optionen: Berufliches Gymnasium, Fachoberschule, Berufsfachschule, Höhere Berufsfachschule, Fachschule für Sozialwesen, Fachschule für Kunststofftechnik, Werkstatt für Behinderte und Berufsschule,
- Philipp-Reis-Schule, eine 4-zügige Grund- und eine 2-zügige Hauptschule,
- Kreisrealschule Gelnhausen, mit einer Schülerzahl von 940 und ganztägigen Angeboten,
- Grimmelshausen-Gymnasium Gelnhausen, das bis zum gymnasialen Abschluss mit Hochschulreife hinführt.

### Vereine
Der Stadtteil wird von einem lebhaften Vereinsleben geprägt. Unter ihnen sind z. B.:
- Turnverein Roth e.V. Er ist mit etwa 450 Mitgliedern der größte Verein des Stadtteils[13].
- Betreuungsverein Herzbergschule Roth e.V., von 2006
- Archiv- und Geschichtsverein Gelnhausen-Roth e.V., von 2013
- BogensportgemeinschaftGelnhausen e.V. Der Verein verfügt über einen Bogenplatz im Stadtteil[14].

Neben den örtlichen Vereinen in Roth, gibt es eine Reihe von gesamt-städtischen Vereinen in Gelnhausen.

### Kulturdenkmäler
Siehe auch Liste der Kulturdenkmäler in Gelnhausen-Roth

## Persönlichkeiten

### Mit Roth verbundene Persönlichkeiten
- Johann Carl Hofacker (1878–1948), Krankenhausmanager und Gründergestalt im Wohlfahrtswesen
- Adam Bechtold (* 1897), (genannt Moler Adamsche), Kunstmaler, ist besonders als Landschaftsmaler mit großen Bildformaten in Erinnerung geblieben.[15]